# Leonteo di Lampsaco
Leonteo di Lampsaco (in greco antico: Λεοντεύς?, Leontéus; Lampsaco, ... – III secolo a.C.) è stato un filosofo greco antico epicureo.
Discepolo di Epicuro, sposò Temista, legata anch'essa al Giardino epicureo. A dimostrazione della profonda stima per Epicuro, i due chiamarono il loro figlio con il nome del loro maestro.
Strabone descrive Leonteo come "uno degli uomini più abili della città" di Lampsaco. Plutarco ci riferisce dell'esistenza di una lettera, scritta da Leonteo, nella quale quest'ultimo dichiara come Democrito venne onorato da Epicuro "per averlo anticipato nella comprensione della vera conoscenza". Nella sua lettera, Leonteo riporta che Epicuro si definì inizialmente "democriteo".